# هادژییته
هادژییته (به بلغاری: Hadzhiite) یک منطقهٔ مسکونی در بلغارستان است که در استان بورگاس واقع شده‌است.